# Gracillariinae
Sous-famille
Les Gracillariinae sont une sous-famille d'insectes de l'ordre des lépidoptères (papillons) de la famille des Gracillariidae.
Les Gracillariinae adultes sont des papillons minces dotés de longues antennes qu'ils agitent souvent au repos. Ces papillons ont l’extrémité antérieure du corps surélevée et les pattes antérieures et moyennes (les tibias souvent touffus) maintenues bien en évidence de chaque côté du corps, contrairement aux Tischeriidae adultes.

## Liste des genres
- Acrocercops Wallengren, 1881
- Africephala Vári, 1986
- Amblyptila Vári, 1961
- Apistoneura Vári, 1961
- Apophthisis Braun, 1915
- Aristaea Meyrick, 1907
- Artifodina Kumata, 1985
- Aspilapteryx Spuler, 1910
- Borboryctis Kumata & Kuroko, 1988
- Callicercops Vári, 1961
- Callisto Stephens, 1834
- Caloptilia Hübner, 1825
- Calybites Hübner, 1822
- Chileoptilia Vargas & Landry, 2005
- Chilocampyla Busck, 1900
- Chrysocercops Kumata & Kuroko, 1988
- Conopobathra Vári, 1961
- Conopomorpha Meyrick, 1885
- Conopomorphina Vári, 1961
- Corethrovalva Vári, 1961
- Cryptolectica Vári, 1961
- Cryptologa Fletcher, 1921
- Cupedia Klimesch & Kumata, 1973
- Cuphodes Meyrick, 1897
- Cyphosticha Meyrick, 1907
- Dekeidoryxis Kumata, 1989
- Dendrorycter Kumata, 1978
- Deoptilia Kumata & Kuroko, 1988
- Dextellia Triberti, 1986
- Dialectica Walsingham, 1897
- Diphtheroptila Vári, 1961
- Dysectopa Vári, 1961
- Ectropina Vári, 1961
- Epicephala Meyrick, 1880
- Epicnistis Meyrick, 1906
- Eteoryctis Kumata & Kuroko, 1988
- Eucalybites Kumata, 1982
- Eucosmophora Walsingham, 1897
- Euprophantis Meyrick, 1921
- Eurytyla Meyrick, 1893
- Euspilapteryx Stephens, 1835
- Gibbovalva Kumata & Kuroko, 1988
- Gracillaria Haworth, 1828
- Graphiocephala Vári, 1961
- Hypectopa Diakonoff, 1955
- Ketapangia Kumata, 1995
- Lamprolectica Vári, 1961
- Leucocercops Vári, 1961
- Leucospilapteryx Spuler, 1910
- Leurocephala Davis & McKay, 2011
- Liocrobyla Meyrick, 1916
- Macarostola Meyrick, 1907
- Marmara Clemens, 1863
- Melanocercops Kumata & Kuroko, 1988
- Metacercops Vári, 1961
- Micrurapteryx Spuler, 1910
- Monocercops Kumata, 1989
- Neurobathra Ely, 1918
- Neurolipa Ely, 1918
- Neurostrota Ely, 1918
- Oligoneurina Vári, 1961
- Ornixola Kuznetzov, 1979
- Pareclectis Meyrick, 1937
- Parectopa Clemens, 1860
- Parornix Spuler, 1910
- Penica Walsingham, 1914
- Philodoria Walsingham, 1907
- Phodoryctis Kumata & Kuroko, 1988
- Phrixosceles Meyrick, 1908
- Pleiomorpha Vári, 1961
- Pogonocephala Vári, 1961
- Polydema Vári, 1961
- Polymitia Triberti, 1986
- Polysoma Vári, 1961
- Povolnya Kuznetzov, 1979
- Psydrocercops Kumata & Kuroko, 1988
- Sauterina Kuznetzov, 1979
- Schedocercops Vári, 1961
- Semnocera Vári, 1961
- Spanioptila Walsingham, 1897
- Spinivalva Moreira & Vargas, 2013
- Spulerina Vári, 1961
- Stomphastis Meyrick, 1912
- Synnympha Meyrick, 1915
- Systoloneura Vári, 1961
- Telamoptilia Kumata & Kuroko, 1988
- Vihualpenia Mundaca, Parra & Vargas, 2013